# انواع تجاوز جنسی

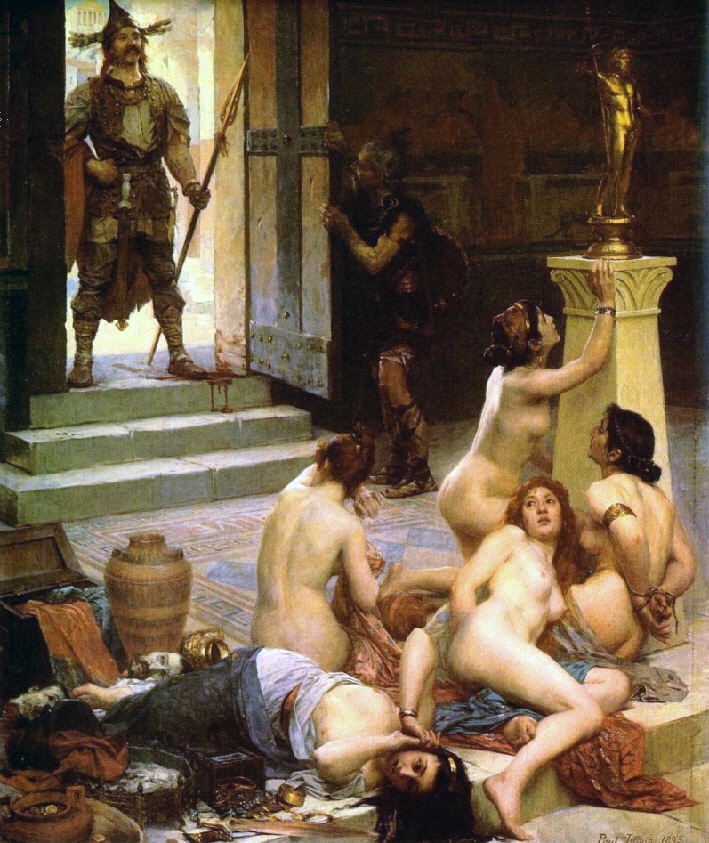
برنوس و سهم او از غنایم، اثر پل جمین، ۱۸۹۳

انواع تجاوز جنسی را می‌توان به روش‌های مختلفی با اشاره به موقعیتی که در آن رخ می‌دهد، با توجه به هویت یا ویژگی‌های قربانی، و با توجه به هویت یا ویژگی‌های متجاوزگر دسته‌بندی کرد.
انواعی که در زیر توضیح داده شده متقابلاً منحصر به فرد نیستند. تجاوز جنسی می‌تواند همزمان در چندین دسته قرار گیرد.

## تجاوز در قرار عاشقانه
نوعی تجاوز به آشنا و سوءاستفاده از دوستی است. این دو عبارت اغلب به جای یکدیگر استفاده می‌شود، اما تجاوز در قرار عاشقانه به‌طور خاص به یک تجاوز جنسی اشاره می‌کند که در آن نوعی از رابطه عاشقانه یا به‌طور بالقوه جنسی بین دو طرف وجود داشته است. تجاوز به آشنا شامل تجاوزهایی که در آن قربانی و متجاوز در یک رابطه غیرعاشقانه یا غیرجنسی بوده‌اند، نیز می‌باشد؛ به عنوان مثال به عنوان همکار یا همسایه.

## تجاوز گروهی
این نوع از تجاوز جنسی زمانی رخ می‌دهد که گروهی از افراد در تجاوز علیه یک نفر شرکت داشته باشند. برخی مطالعات نشان داد که تجاوزات جنسی گروهی خشونت آمیزتر بوده و مقاومت بیشتری از جانب قربانی نسبت به تجاوزات جنسی دیگر دارد و قربانیان تجاوزات جنسی گروهی نسبت به افرادی که در تجاوزات انفرادی دخالت دارند بیشتر به دنبال خدمات بحران و پلیس، فکر خودکشی و درمان هستند.

## تجاوز به همسر
تجاوز به همسر یا تجاوز جنسی زناشویی آمیزش جنسی بدون رضایت می‌باشد. معیار اصلی تشخیص و متمایز کردن تجاوز جنسی از آمیزش جنسی عدم رضایت می‌باشد. بسیاری از کشورها تجاوز زناشویی را از اواخر قرن بیستم به بعد به عنوان جرم کیفری (عمل غیرقانونی) تصویب کردند. پیش از دهه ۱۹۷۰ تعداد بسیار کمی از سیستم‌های قانونی برای تجاوز درون ازدواج اجازه پیگرد قانونی دادستانی را می‌دادند. تجاوز به همسر نوعی خشونت خانگی و آزار جنسی تلقی می‌شود. تحقیقات نشان می‌دهد که در مقایسه با دیگر انواع تجاوز تفاوت معنی‌داری در اختلالات پس از آن مانند اختلالات خلقی، اختلال وسواسی-جبری، اختلال اضطراب اجتماعی و ناکارآمدی جنسی وجود ندارد. از نظر تاریخی، تحقیقات نشان داده است که اغلب زنان معتقد نیستند که اعمال جنسی بدون رضایت در یک ازدواج تجاوز جنسی محسوب می‌شود. از سال ۱۹۹۴ تا ۲۰۱۰، در ایالات متحده، کاهش کلی خشونت شریک جنسی به میزان ۶۳ درصد در قربانیان زن و کاهش ۶۴ درصد در قربانیان مرد مشاهده شد.

## سوءاستفاده جنسی از کودکان
سوء استفاده جنسی از کودکان گونه‌ای کودک‌آزاری است که شخصی بزرگسال یا نوجوانی بزرگ‌تر از یک کودک برای تحریک جنسی استفاده می‌کند.

## تجاوز قانونی
تجاوز قانونی گونه‌ای از تجاوز جنسی است که سن یکی از افراد کمتر از آن است که رضایت قانونی برای روابط جنسی داشته باشد. این جرم اغلب بر این واقعیت استوار است که افراد زیر سن معینی توانایی رضایت دادن را ندارند. سنی که افراد در آن صلاحیت برای دادن رضایت در نظر گرفته می‌شوند، سن رضایت نامیده می‌شود و در کشورها و مناطق مختلف متفاوت است. در ایالات متحده این سن بین ۱۶ تا ۱۸ است. فعالیت جنسی که قانون سن رضایت را نقض می‌کند، اما نه خشونت‌آمیز است و نه اجبار فیزیکی، گاهی اوقات به عنوان " تجاوز قانونی " توصیف می‌شود، که از نظر قانونی در ایالات متحده به رسمیت شناخته شده است. با این حال، اکثر ایالت‌ها به افراد کمتر از سن رضایت اجازه می‌دهند تا در صورت کم بودن اختلاف سنی، در فعالیت جنسی شرکت کنند. به این موارد معافیت‌های نزدیک به سن یا معافیت رومئو و ژولیت گفته می‌شود و حتی در کشورهایی که هیچ معافیت قانونی رسمی وجود ندارد، پیگرد قانونی به ندرت انجام می‌شود.

## تجاوز جنسی در جنگ
نوعی از تجاوز جنسی یا سایر اشکال خشونت جنسی است که توسط نیروهای نظامی در جریان درگیری مسلحانه، جنگ یا اشغال نظامی اغلب به عنوان غنایم جنگ انجام می‌شود. همچنین وضعیتی را نشان می‌دهد که در آن دختران و زنان توسط یک حکومت اشغالگر مجبور به فحشا یا بردگی جنسی می‌شوند. در طول جنگ، تجاوز جنسی اغلب به عنوان ابزاری برای جنگ روانی به منظور تحقیر دشمن و تضعیف روحیه آنها مورد استفاده قرار می‌گیرد. تجاوز جنسی در جنگ اغلب سیستماتیک و کامل است و رهبران نظامی ممکن است در واقع سربازان خود را به تجاوز به غیرنظامیان تشویق کنند. به همین ترتیب، تجاوز جنسی سیستماتیک اغلب به عنوان نوعی پاکسازی قومی به کار می‌رود. تجاوز جنگی از سال ۱۹۴۹ به عنوان جنایت جنگی در نظر گرفته شده است. ماده ۲۷ کنوانسیون چهارم ژنو به صراحت تجاوز جنسی در زمان جنگ و تن‌فروشی اجباری را ممنوع کرده است. این ممنوعیت‌ها توسط پروتکل‌های الحاقی ۱۹۷۷ به کنوانسیون‌های ۱۹۴۹ ژنو تکمیل شد.

## تجاوز جنسی در زندان
میزان تجاوز جنسی در زندان بین ۳ تا ۱۲ درصد از زندانیان در ایالات متحده گزارش شده است. این پدیده در سایر نقاط جهان غرب بسیار کمتر دیده می‌شود. که تا حدی به دلیل تفاوت در ساختار سیستم زندان در ایالات متحده در مقایسه با سیستم‌های زندان در کانادا، استرالیا و اروپا است. این افراد بخشی از یک گروه پرخطر برای تجاوز جنسی هستند.

## تجاوز زنجیره ای
تجاوز زنجیره ای تجاوزی است که توسط یک فرد در مدت زمان نسبتاً طولانی بر روی تعدادی از قربانیان انجام شده است. اغلب اوقات متجاوز برای قربانی ناشناخته است و از یک الگوی خاص و قابل پیش‌بینی از هدف قرار دادن و حمله به قربانیان پیروی می‌کند.